# Bidirektionale Reflexionsverteilungsfunktion
Eine bidirektionale Reflexionsverteilungsfunktion (englisch Bidirectional Reflectance Distribution Function, BRDF) stellt eine Funktion für das Reflexionsverhalten von Oberflächen eines Materials unter beliebigen Einfallswinkeln dar. Sie liefert für jeden auf dem Material auftreffenden Lichtstrahl mit gegebenem Eintrittswinkel den Quotienten aus Strahlungsdichte und Bestrahlungsstärke für jeden austretenden Lichtstrahl. BRDFs werden unter anderem in der realistischen 3D-Computergrafik verwendet, wo sie einen Teil der fundamentalen Rendergleichung darstellen und dazu dienen, Oberflächen möglichst realistisch und physikalisch korrekt darzustellen. Eine Verallgemeinerung der BRDF auf Texturen stellt die BTF (Bidirectional Texturing Function) dar.

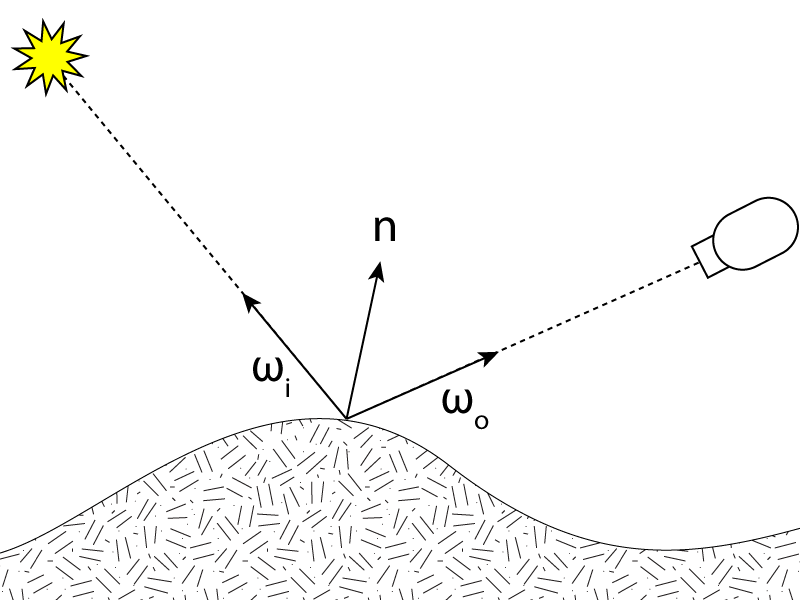
Ansicht der bei der Definition der BRDF verwendeten Geometrieelemente

Eine BRDF ist je nach Allgemeinheit der Darstellung unterschiedlich komplex: Im einfachsten Fall hängt sie nur von der Lichteinfallsrichtung {\displaystyle \omega _{\text{i}}} (2 Dimensionen) und der Reflexions-(Betrachtungs-)richtung {\displaystyle \omega _{\text{o}}} (weitere 2 Dimensionen) ab, wobei die Zahl der Dimensionen sich für eine isotrope Oberfläche auf drei reduziert (Drehung von {\displaystyle \omega _{\text{i}}} und {\displaystyle \omega _{\text{o}}} um den Normalenvektor ändert nichts). Außerdem kann die BRDF auch von der Wellenlänge des Lichts abhängen (eine weitere Dimension) sowie von dem betrachteten Punkt der Oberfläche (2 weitere Dimensionen). Aufgrund dieser Komplexität (bis zu 7 Dimensionen) werden in der Computergrafik meist vereinfachte Modelle für die BRDF verwendet.
Formel: {\displaystyle f_{\text{r}}(\omega _{\text{i}},\omega _{\text{o}})={\frac {dL_{\text{o}}(\omega _{\text{o}})}{L_{\text{i}}(\omega _{\text{i}})\cos(\theta _{\text{i}})d\omega _{\text{i}}}}}.
{\displaystyle \theta _{\text{i}}} ist der Winkel zwischen {\displaystyle \omega _{\text{i}}} und dem Lot.
Es existieren grundsätzlich 2 Ansätze zur Repräsentation der BRDF-Werte:
- explizite Speicherung der geordneten Messwerte oder Simulationsergebnisse (zum Beispiel durch ein Gonioreflektometer gewonnen),
  - hoher Speicherplatzbedarf bei einfacher Speicherung in fein unterteilte Proben,
  - hoher Zeit- und Hardwareaufwand zur Messwerterfassung,
  - schlecht für Importance Sampling geeignet,
  - wichtig für Verifizierungsaufgaben,
- Approximierung durch analytische Funktionen (lokale Beleuchtungsmodelle).

## Physikalisch richtige BRDF
Die BRDF eines realen Objekts muss zusätzlich folgende Eigenschaften besitzen:
- Positivität: {\displaystyle \forall \omega _{\text{i}},\omega _{\text{o}}:\,f_{\text{r}}(\omega _{\text{i}},\,\omega _{\text{o}})\geq 0}
- erfüllt die Helmholtz-Reziprozität: {\displaystyle \forall \omega _{\text{i}},\omega _{\text{o}}:\,f_{\text{r}}(\omega _{\text{i}},\,\omega _{\text{o}})=f_{\text{r}}(\omega _{\text{o}},\,\omega _{\text{i}})}
- Energieerhaltung: {\displaystyle \forall \omega _{\text{i}}:\,\int _{\Omega }f_{\text{r}}(\omega _{\text{i}},\,\omega _{\text{o}})\,\cos {\theta _{\text{o}}}d\omega _{\text{o}}\leq 1}